# Wim Bosboom
Jan Willem (Wim) Bosboom (Gelselaar, 9 november 1928 - Vreeland, 20 november 2001) was een Nederlands journalist en televisiepresentator.

## Jeugd
Bosboom werd geboren als zoon van een predikant uit Gelselaar, een dorpje dicht bij het Achterhoekse dorp Borculo. Na het afronden van zijn studies ging hij bij de marine en in 1952 werken bij de verffabrieken van Talens.

## VARA
De televisieaspiraties van Bosboom begonnen vorm aan te nemen toen hij als leerling-cameraman startte bij de firma Multifilm en als cameraman aan de slag kon bij de NTS. Vanaf 1960 ging het balletje pas echt goed rollen, toen hij door de VARA gevraagd werd voor de regie van het programma Achter het Nieuws. Vijf jaar later zette hij de consumentenrubriek Koning Klant op. Hiervan werd hij het gezicht. Ook presenteerde hij bij de VARA-radio het kritische programma In de Rooie Haan. Hij nam eveneens deel aan AVRO's Sterrenslag.

## TROS
Medio 1980 stapte Bosboom over naar de TROS. Hoewel deze overstap vanwege de grote ideologische verschillen tussen de VARA en de TROS voor enige commotie zorgde, bleef Bosboom er zelf ogenschijnlijk vrij rustig onder, waarbij hij verklaarde: "Ik vertrek gewoon van de kleinste arbeidersomroep naar de grootste." Voor deze omroep maakte en presenteerde hij het consumentenprogramma Kieskeurig, samen met Mireille Bekooij. Verder presenteerde hij ook het praatprogramma Hoe later op de avond, en de radioprogramma's TROS Nieuwsshow (samen met Ellen Brusse) en Met het Oog op Morgen. De TROS benoemde Bosboom uiteindelijk tot "hoofd actualiteiten". Na zijn pensioen bleef Bosboom nog even op televisie bij de TROS te zien met een wekelijkse column met de naam "Dat willen we even kwijt", waarin hij zijn mening gaf over (vermeende) misstanden in Nederland.
Ondanks zijn VARA-achtergrond werd Bosboom door velen gezien als een journalist met een rechts gedachtegoed. Zo noemde hij in een vraaggesprek met Andries Knevel de AOW "een slecht systeem dat de socialisten hadden ingevoerd in hun euforie met de aardgasbaten en op kosten van de huidige generatie spaarzame belastingbetalers". Volgens de Gay Krant ontstond er ergernis nadat Bosboom zich in het Van der Valk-magazine denigrerend had uitgelaten over de Gay Games en homo's. Een van zijn opmerkelijke uitspraken was het relativerende "voetjebal" te midden van de vaderlandse voetbalgekte.

## Seniorenpartij
Na zijn pensioen was Bosboom, die in Kortenhoef woonde, nog regelmatig op televisie te zien, onder meer met een wekelijkse column Dat willen we even kwijt (geschreven door Nic van Rossum), waarin hij zijn ongenoegen uitte over vermeende misstanden in Nederland en met zijn woorden naar eigen zeggen de "zwijgende meerderheid" vertegenwoordigde. Dit ongenoegen heeft er mogelijk toe geleid dat hij begin november 2001 beoogd werd als lijsttrekker van de Verenigde Senioren Partij. Hoewel tot in de selectiecommissie aan toe werd gezegd dat Bosboom het ging worden, was hij daar zelf allerminst van overtuigd. Hij heeft die mogelijke functie nooit daadwerkelijk kunnen vervullen, want hij overleed plotseling, amper een week later in Vreeland, op net 73-jarige leeftijd.
Bosboom werd er begraven op de Algemene Begraafplaats Vreeland.